# Molfetta
Molfetta est une ville d'environ 59 400 habitants située dans la ville métropolitaine de Bari, dans les Pouilles, en Italie méridionale.
Petite ville côtière à 25 km de Bari (par le train), Molfetta a été, dans le passé, un important centre portuaire et industriel de la côte adriatique.
Son territoire jouxte à l’est celui de Giovinazzo, à l’ouest celui de Bisceglie, au sud celui de Terlizzi et est peuplé depuis l’époque préhistorique. C’est de cette époque que datent les nécropoles découvertes dans les environs (fondo Azzollini et autour) du site archéologique de Pulo, doline karstique d’éboulis à quelques kilomètres du centre-ville.
Le centre médiéval de la ville, construit sur une petite péninsule entre le port et la mer, présente un plan typique en arêtes de poisson avec des rues étroites et non rectilignes.

## Présentation générale
Molfetta, à 25 km de Bari, fait face à la mer Adriatique ; la ville est entourée par un territoire à prédominance agricole, au moins jusqu’à la fin du XXe siècle avant que la nouvelle zone industrielle (ASI) ne vienne changer la situation. La campagne, en effet, surtout plantée d’oliviers souvent accompagnés d’amandiers, avec de rares parcelles de vignes, est en train de se transformer lentement. Depuis quelques décennies, la floriculture et les cultures maraîchères sous serre ont commencé à se développer tandis que de vastes zones côtières, spécialement vers Bisceglie, consacrées aux jardins depuis plus d'un siècle, sont en train de se transformer inexorablement sous l’énorme pression que l’immobilier fait peser sur la région.
Les revenus de la population proviennent, en dehors de l’activité agricole (en baisse actuellement), du secteur maritime et industriel et aussi de la construction immobilière : une zone industrielle se développe à quelques kilomètres de la ville en direction de Bisceglie et propose des activités dans le secteur de l’habillement, des chaussures, de la mécanique, de l’alimentation, des produits laitiers.
La fête patronale de la Madonna dei Martiri est très populaire à Molfetta. Elle a lieu le 8 septembre. À cette fête s’ajoutent la fête de la Mer et les traditionnelles processions pascales.
Malheureusement Molfetta doit faire face à trois problèmes majeurs qui freinent son développement et son expansion. Le premier, c’est l’absence de logements : en effet, durant ces dernières années, la population s’est réduite de 10 % à la suite du déplacement de nombreuses familles, parties dans les villes voisines pour s’y fixer. Un autre problème est le manque d’emplois : de nombreux jeunes sont contraints à émigrer dans le nord de l’Italie pour trouver du travail dans le bâtiment ou l’industrie. Enfin, la dangereuse fuite des cerveaux : beaucoup de diplômés, de chercheurs et de médecins contraints à émigrer en Europe du Nord ou aux États-Unis, leur propre ville ne leur permettant pas de satisfaire leurs attentes professionnelles.

## Géographie
Molfetta, face à l’Adriatique, se trouve à 25 km au nord-ouest de Bari (distance par le train entre les deux gares), entre Bisceglie au nord-ouest et Giovinazzo au sud-est, pratiquement au centre des Pouilles. La cité s’est développée à partir de la petite île de Sant'Andrea et elle s’étend maintenant le long de la côte sur une distance d’environ 3 km que ce soit à l’est ou à l’ouest.
La situation stratégique de la cité permet de rejoindre facilement toutes les grandes villes, non seulement de la région, mais aussi celles de la Basilicate voisine (surtout Matera) et Naples.

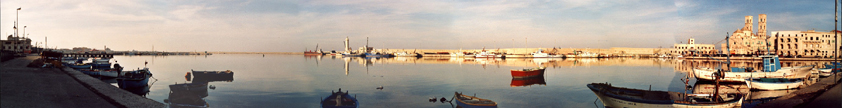
Vue panoramique du port et d'une partie de la vieille ville.

### Climat
Le contact direct avec la mer et l’absence de relief significatif sont à la base du climat particulièrement doux et des faibles précipitations à Molfetta. Cependant les écarts de températures sont soudains et importants, ceci en raison des vents froids venant des Balkans et des averses qui arrosent la ville et qui apportent un peu d’humidité aux cultures, toujours en manque d’eau.
Le vent dominant est la tramontane par son intensité dans l’absolu. Le mistral et le grecale sont les autres types de vents qui viennent du Nord. Périodiquement, Molfetta subit le sirocco (du sud-est), d’ostro (du sud) et du libeccio, appelé localement le favonio (du sud-ouest).
| Mois                              | jan. | fév. | mars | avril | mai | juin | jui. | août | sep. | oct. | nov. | déc. |
| --------------------------------- | ---- | ---- | ---- | ----- | --- | ---- | ---- | ---- | ---- | ---- | ---- | ---- |
| Température minimale moyenne (°C) | 5    | 5    | 7    | 9     | 13  | 17   | 19   | 19   | 17   | 13   | 9    | 6    |
| Température maximale moyenne (°C) | 12   | 13   | 15   | 18    | 22  | 26   | 28   | 28   | 25   | 21   | 17   | 14   |
| Précipitations (mm)               | 51   | 57   | 52   | 47    | 37  | 32   | 27   | 39   | 62   | 65   | 54   | 63   |
| Humidité relative (%)             | 77   | 74   | 72   | 68    | 68  | 65   | 64   | 65   | 68   | 72   | 76   | 78   |

## Blason

Le blason de la ville de Molfetta

Le blason de la ville de Molfetta est constitué d’une bande blanche ou argentée dans laquelle sont incluses les lettres S. P. Q. M. qui signifient Senatus Populus Que Melphictiensis, le tout inséré dans un champ rouge soutenu par deux rameaux : à droite l’olivier et à gauche le laurier, s’espaçant en haut pour laisser place  à la couronne de la ville, représentée par un mur d’enceinte et par huit tours dont cinq sont visibles.
La définition de SPQM se réfère au sigle SPQR de Rome et a été ajouté au blason en 1911 par le maire de l’époque Felice Fiore.

## Histoire
Des recherches historiques attestent déjà  l’existence de la localité à l’époque préhistorique. Au cours des siècles, Molfetta a connu la domination des Lombards, des Byzantins, des Normands, des Souabes, des Angevins et des Aragonais.
L’origine de la ville remonte selon toute vraisemblance à l’époque romaine. Plusieurs vestiges font penser qu’un village de pêcheurs existait déjà au IVe siècle av. J.-C. Cette hypothèse est étayée par le fait que le village était très bien placé pour le commerce avec Rubo. L’existence d’un village entre Turenum et Natiolum se trouve dans Itinerarium Provinciarum Antonini Augusti, en -217. L’endroit s’appelait Respa, probablement une erreur de transcription du toponyme Melpha qui faisait référence à un petit village de pêcheurs.
Le premier document officiel citant la ville date de 925. Ce document certifie l’existence d’une civitas, Melfi, située sur une île nommée Sant'Andrea. La ville s’est développée sous la domination byzantine et passa ensuite sous la domination des Lombards qui l’annexèrent au duché de Bénévent. La ville fut régulièrement attaquée par les Sarrasins, mais résista. En tant que petit port indépendant, Molfetta commerçait avec d’autres ports méditerranéens comme Venise, Alexandrie, Constantinople, Amalfi et Raguse.
Les Normands, avec pour chef Guillaume de Hauteville dit Guillaume Bras-de-Fer, profitèrent des dissensions entre les Byzantins, les Musulmans et les Lombards pour conquérir l’Italie méridionale, Molfetta y comprise. Celle-ci, bien qu’assujettie, réussit néanmoins à conserver une certaine autonomie qui favorisa son développement, surtout maritime.
La croissance que connut Molfetta à cette époque lui permit de devenir un acteur dans le commerce vers l’Orient. Le passage des pèlerins vers la Terre Sainte durant les Croisades et la situation de Molfetta près de Ospedale di Santa Maria dei Martiri donnèrent à la ville une renommée européenne. Un de ces pèlerins, Corrado di Baviera, devint ensuite le saint patron de la ville.
Après avoir été sous la domination de la dynastie Souabe durant les XIIe et XIIIe siècles, Molfetta fut soumises aux Angevins et conserva son indépendance.
La situation de la ville, passant des mains de Durrës à celles des Aragonais, évolue notablement, à la suite des rapports difficiles et conflictuels entre les Français, les Espagnols et les Italiens. Cela entraîna la guerre dans tout le sud de l’Italie et, entre autres, le sac de Molfetta par les Français les 18 et 19 juillet 1529. Cet épisode fut un événement marquant pour la cité, faisant obstacle à sa renaissance pour longtemps.
Avec le traité d’Utrecht en 1713 qui mit un terme à la guerre entre Philippe V et les états européens, le royaume de Naples cessa d’être sous domination espagnole pour entrer dans la sphère d’influence autrichienne. Commença alors l’occupation autrichienne de Molfetta.
Après l’alternance du pouvoir entre les Français et les Autrichiens, la cité suivit les vicissitudes de l’unité italienne. En effet, en octobre 1860, eut lieu sur la Piazza Municipio de Molfetta, le référendum pour l’annexion du royaume des Deux-Siciles au gouvernement de  Victor-Emmanuel II.
En 1910, Molfetta connait une épidémie de choléra qui provoque la mort d'un millier de personnes. En 1915, la population est proche de 50 000 personnes, trois fois plus qu'au siècle précédent. 
Le tribut de Molfetta durant la première Guerre mondiale fut de 496 personnes dont le maire Domenico Picca. Quelques mois après le début du conflit, la ville subit un bombardement de la part d’une des unités de la marine autrichienne et le 27 juillet 1916 une attaque aérienne qui provoque la mort de sept personnes. La grippe espagnole provoque la mort de 1 500 personnes.
Les habitants de Molfetta prirent une grande part à la libération de leur ville durant la seconde Guerre mondiale

## Caractéristiques linguistiques
Le dialecte de Molfetta se distingue des caractéristiques linguistiques de la province de Bari par l’utilisation des e fermés qui rendent l’accent monocorde mais néanmoins sympathique, sinon amusant. Bien sûr, le fait que le dialecte soit largement parlé, non seulement par les anciens mais aussi par les jeunes, surtout par ceux qui sont réfractaires à l’école, crée un lien très étroit et surprenant entre les expressions dialectales et l’italien.
Le virelangue utilisé pour tester le degré d’appartenance à la région d’une personne trouve sa variante dans l’expression de Molfetta : « Ci n'ame sciaje scimeninn, ci nen ame sciaje nen simm scenn, stim a do - se dobbiamo andarcene, andiamocene, se non ce ne dobbiamo andare, non ce ne andiamo » (Si nous devons y aller, allons-y, si nous ne devons pas y aller, n’y allons pas, restons ici.)
À la différence du dialecte de Bari, le parler de Molfetta ajoute un a surtout, avant la voyelle u.
Exemples : sciut ⇒ sciAut (andato) ; jun ⇒ Aun (uno) ; pajur ⇒ pagAur (paura/ peur). Par ailleurs, le a et le i sont prononcés comme en anglais (ai) et (aï).

### Expressions typiques de Molfetta
- Vatt a' fa nu giair 'mmezz o vurgh = va faire un tour sur le port (va t'en),
- Vait ci t n vè all'engraosch = tu pourrais tomber (utiliser quand quelqu'un se balance sur sa chaise) ;
- Addo' t si fatt u veirn, fatt l'estat = où tu as passé l'hiver, passe aussi l'été (utilisé pour celui que se manifeste que dans les bons moments) ;
- T la vit tau e u mes d mesch = débrouille toi et le mois de mai (Cherche seul une solution à ton problème) ;
- Si' arrmest com a' la zit d cegghje = Tu es restée comme l'épouse de Ceglie (lorsqu'une femme est abandonnée à l'autel (de l'église) par son mari) ;
- Scitt nu grait e fusciatinn = hurle et fuit (utilisé lorsqu'on est devant une situation qui nécessite de partir) ;
- Ve' discherrénne sule sàule = il marche en parlant seul seul ;
- a daïsh e nud', a vede u fet' = les paroles sont nulles, il faut voir les faits
- Facce Frid', a min' la bavet' : Il fait froid et le vent souffle
- Stat'eve buon : au revoir !

## Urbanisme
La ville de Molfetta se présente aujourd'hui en deux parties bien distinctes : le noyau historique intra moenia qui, dès le Moyen Âge, s’est développé sur une péninsule et une ville moderne extra moenia qui s'est agrandie progressivement, surtout à partir du XVIIe siècle, autour du noyau originel et à partir de la muraglia, ancienne fortification médiévale, vers l’est, le sud et l’ouest.
Les remparts nord de l’ancienne ville faisant face à la mer ont permis, au cours des siècles, de défendre la ville des attaques maritimes, surtout celles des Turcs. Le danger s’est estompé à partir du XVIIIe siècle et, conjointement, l’habitat s’est développé hors des murs. Ainsi, jusqu’aux années 1980, le noyau historique s’est trouvé négligé par rapport aux zones en expansion, même s’il se trouvait à l’intérieur de celles-ci, et a subi une lente dégradation. Il fait aujourd’hui l’objet d’une réhabilitation.

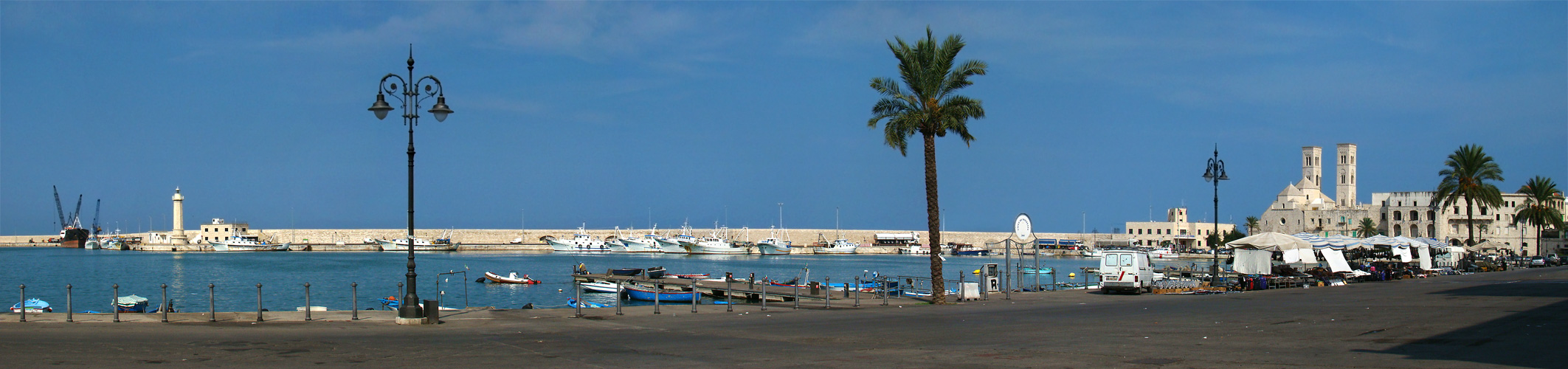
Vue du port avec le Duomo di San Corrado sur la droite

## Monuments
- Il Pulo, éboulis karstique à base semi-circulaire, de diamètre variable compris entre 170 et 180 m, d’un périmètre supérieur à 500 m et d’une profondeur maximale de 30 m. Sur le bord supérieur ont été retrouvés les vestiges d’un village néolithique avec des vases de type molfétésiens, présents dans tout le bassin méditerranéen, et des restes humains datant de l’âge de pierre et du bronze.
- Duomo di San Corrado, sur l’île Sant'Andrea, la plus grande église à trois coupoles du patrimoine romano-poullien, couronnées par deux tours de campaniles, édifié entre le XIe et XIIIe siècles
- Église de San Pietro, édifice baroque édifié sur une église romane dont les fondations sont encore visibles
- Cathédrale all'Assunta, ancien couvent de Jésuites où sont conservés les ossements du saint patron de la ville San corrado. S’y trouvent un buste en or et en argent de l’école napolitaine et un tableau du maître molfétien Corrado Giaquinto
- Églises del Purgatorio, Sant'Anna et Santo Stefano, toutes les quatre sur le même axe routier, borgo
- Église de San Domenico, annexe du couvent, aujourd’hui, lieu à vocation culturelle (bibliothèque, musée et salle de conférence) dont le nom est, selon des documents d’archives, Fabbrica di San Domenico
- Il Calvario, un petit temple gothique en calcaire, construit en 1856 par l’architecte De Judicibus. Il se présente sur trois niveaux à base octogonale et pour chacun d’entre eux et à chaque étage couronnée de flèches et de pinacles. D’une hauteur de 20 m, il possède un clocheton à son sommet.
- Basilique de la Madonna dei Martiri, à environ 2 km de la ville en direction de Bisceglie. Elle recouvre partiellement une ancienne église du XIe siècle dont il ne reste seulement qu’une coupole et la crypte au-dessus de laquelle se trouve aujourd’hui l’autel
- Ospedaletto dei Crociati XIe siècle, seul des deux bâtiments qui existaient avant la restructuration du XIXe siècle

### Tours de guet
Les tours de guet ont une importance historique, culturelle et économique. Elles sont disséminées dans le territoire rural de Molfetta sur trois axes, Molfetta-Bitonto, Molfetta-Terlizzi e Molfetta-Ruvo-Corato.
Vers Bisceglie, l’une d’entre elles se dresse à pic au-dessus de la mer sur un promontoire rocheux. La Torre Calderina a été construite au XVe siècle à un endroit stratégique qui lui confère une grande importance : de là, il est possible d’avoir un contact visuel avec Castel del Monte et ainsi de pouvoir signaler aux habitants de l’intérieur des terres (vers Andria ou même encore vers le haut plateau de la Murgia) l’imminence d’une attaque venant de la mer. La tour se trouve au centre d’une zone protégée de la Communauté Européenne (SIC - Sito di Importanza Comunitaria).
D’autres tours :
- La Torrione Passari, prise dans le mur d’enceinte de la vieille ville
- La Torre Gavetone, même si elle est démolie depuis très longtemps, située à la limite de Giovinazzo

À partir de la tour défensive (à cause de ses mâchicoulis) faisant office de campanile pour la petite église du village rural de la Madonna delle Rose, se trouvent, le long de la route du Mino, l’ensemble des tours, Torre Cicaloria, Torre Cascione, Casale Mino, Villafranca, et L'Alfiere.
Légèrement plus à l’ouest, le long de route Santa Lucia, dans la direction de Terlizzi, se dressent les tours, Gallo, Villotta, Falcone et Sgammirra. La Torre Sgammirra est ainsi nommée parce qu’il ne reste que les fragments en ruine d’un mur intérieur.
Plus à l’est, le long de la route communale Coppe (l’ancienne route pour Corato), se trouvent les ruines de la Torre della Dogana qui doit son nom au quartier de Chiusa della torre, maintenant englobée dans la zone d’habitations ASI, bordant le chemin vicinal Il Casale. Plus loin, à côté du chemin vicinal Fondo Favale se trouvent la Torre del Cavaliere, toute proche de l’autoroute A14, la Torre di Pettine et la ferme fortifiée Casale Navarrino, à la limite sud-ouest, à côté des communes de Terlizzi et Bisceglie.

### Églises

#### Cathédrale de Maria SS. Assunta

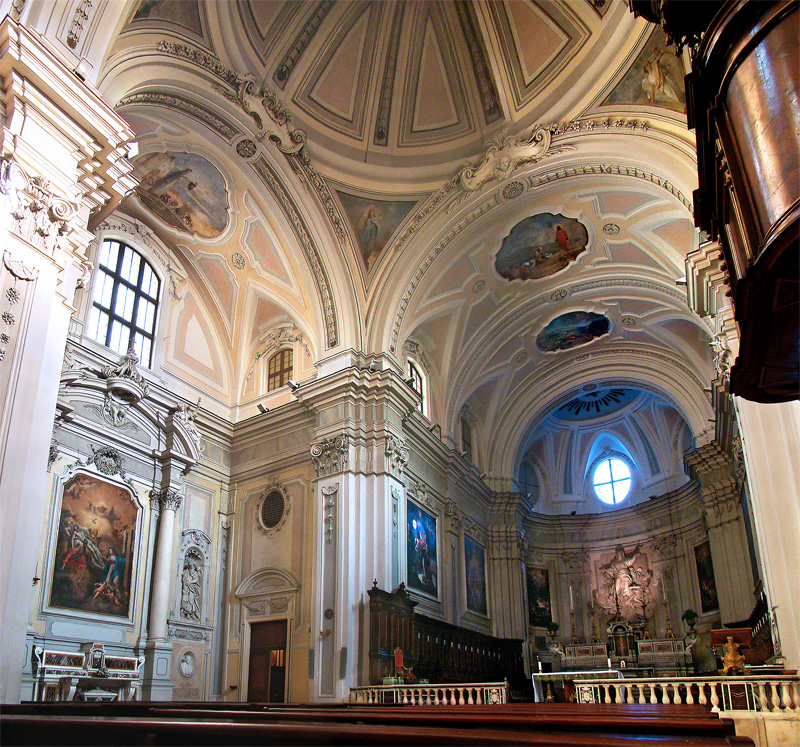
L'intérieur de la Cathédrale

La cathédrale de Maria SS. Assunta dont la façade fut terminée en 1744 après avoir été commencée au XVIe siècle, fut construite en tant qu’église annexe du collège des Jésuites.
Sur cette façade, en hauteur, se trouve une grande statue en marbre d’Ignace de Loyola, fondateur de la Compagnie de Jésus. Celle-ci fut responsable de l’édification de l’église jusqu’en 1773. Par la suite, de longs travaux de restauration concernèrent l’agrandissement de l’abside, le dallage, la sacristie, le baptistère et la construction du campanile.
L’église devient cathédrale en 1785, le Duomo di San Corrado ne satisfaisant plus aux exigences du culte compte tenu de l’accroissement de la population.
À l'intérieur :
- Dormitio Mariae, attribué à Scacco (XVIe siècle)
- Le cénotaphe de Giuseppe Maria Giovene, naturaliste et historien de Molfetta, à gauche de l’autel consacré à San Corrado et au-dessus duquel se trouve l’œuvre du peintre molfettaisin Corrado Giaquinto représentant l’Ascension de la Vierge au Ciel.

#### Basilique de la Madonna dei Martiri
La construction de l’église aurait commencé en 1162 sous le règne de Guillaume II de Sicile. La configuration actuelle de l’édifice est profondément différente de celle d’origine.
L’église est proclamée Basilica Minora en 1987. Outre des œuvres picturales, l’église garde une représentation de la della Madonna dei Martiri, rapportée par les Croisés en 1188 et particulière chère au cœur des molfettesiens et à celui des marins.
Les autres œuvres qui se trouvent dans l’église, sont :
- La Madonna del Rosario (1574) attribuée à Michele Damasceno
- La Visitation de Marie, la Mort de Saint Joseph, une Adoration des Mages
- Une statue en bois de Maria SS. dei Martiri réalisée en 1840

À droite de l’autel supérieur, dans une modeste crypte, se trouve une reproduction du Saint Sépulcre, réalisé aux frais du molfettaisin Bernardino Lepore en 1503 avec, dit-on, 62 pierres qu’il aurait rapporté de Terre sainte.
À côté de l’église se trouve un bâtiment avec 33 salles, appelé improprement « Ospedale dei Crociati » (hôpital des Croisés), vraisemblablement s’agissant de « Ospizio dei Crociati », construit en 1095, lieu où s’arrêtaient les pèlerins revenant de Terre Sainte.

#### Autres églises

##### Église de la Santissima Trinità
L’église de la Santissima Trinità comporte une seule nef et possède un petit clocher à arcades. Située dans le Corso Dante à côté de l’église Santo Stefano, elle est plus connue sous le nom d’église Sant'Anna. Le premier document la mentionnant date de 1154 quand elle appartenait aux pères bénédictins de la Trinité de Venosa.

##### Église du Sacré-Cœur de Jésus
L’église du Sacré-Cœur de Jésus a été construite sur le sol de l’évêque molfettain Pasquale Gioia qui posa la première pierre en 1926. L’année suivante, l’église fut ouverte au culte et consacrée. Le bâtiment à trois nefs est accompagné d’un clocher en pierre, d’une hauteur de 41 m et dominé par une flèche.

##### Église San Domenico
La construction de l’église a commencé en 1636 et a été achevée à peu près un demi-siècle après. La consécration eut lieu en 1699. La façade principale, de style baroque, est précédée d’un pronaos à trois arcs en plein cintre. Dans les niches latérales se trouvent les statues de Sainte Catherine d'Alexandrie et de Sainte Marie Madeleine, protectrices de l’ordre des Dominicains. Dans l’église sont conservés deux exemples de l’art baroque local dont l’un est un tableau de Corrado Giaquinto du XVIIIe siècle représentant la Madonna del Rosario.

##### Église de l’Immaculée
La construction de l’église de l’Immaculée commença en 1874 et, par la suite, les travaux furent achevés grâce au financement de mécènes. L’église fut ouverte au culte ne 1892 et devint paroisse en 1895. L’intérieur, de style néo-classique comme la façade, comprend trois nefs avec des colonnes de granit sombre surmontées de châteaux ioniques. Le clocher qui se dresse à l’arrière de l’église, a une hauteur de 34 m et est caractérisé dans sa partie terminale par des éléments de baroque romantique.

##### Église San Gennaro
La construction de l’église commença en 1784 et se termina en 1820, sa consécration ayant lieu l’année suivante. Ce fut la première église construite hors la moenia, c’est-à-dire en dehors de l’enceinte de la ville. Elle porte le nom de son fondateur, monseigneur Gennaro Antonucci qui l’éleva en paroisse en 1785. Sa base est une croix latine et est communément appelée la Parrocchia.

##### Église Santo Stefano
Les premiers document attestant sa présence, datent du XIIIe siècle. Elle fut reconstruite en 1586. À l’intérieur sont conservés des tableaux représentant la Vierge et l’Archange, le Tobiolo de Corrado Giaquinto, une statue en bois de San Liborio d’une hauteur de 1,60 m d’un auteur inconnu du XVIIe siècle et la statue de San Stefano, protomartyr en carton-pâte de Giulio Cozzoli. À l’intérieur de l’église sont également conservés les Misteri portés durant la procession du Vendredi saint.

##### Église Santa Maria Consolatrice degli Afflitti o del Purgatorio
L’église Santa Maria Consolatrice degli Afflitti o del Purgatorio est construite avec des pierres locales de 1645 à 1655 et est consacrée en 1667. Elle possède une façade de style renaissance tardive avec un seul portail flanqué de quatre niches avec les statues de San Pietro, San Stefano, San Paolo et San Lorenzo. À l’intérieur sont conservées des toiles de Bernardo Cavallino (XVIIIe siècle) et de Corrado Giaquinto et aussi les statues des Misteri portés pour la procession du Vendredi saint et du Samedi saint.

##### Église San Bernardino da Siena
L’église San Bernardino da Siena est une des plus anciennes de Molfetta. Elle fut édifiée en 1451 et restaurée en 1585 à la suite des dommages causés durant le sac de Molfetta en 1529. À l’intérieur sont conservés les tableaux du peintre flamand Gaspar Hovic (XVIe siècle) et un triptyque de Tuccio d'Andria (XVe siècle).

##### Église Sant'Andrea Apostolo
La petite église Sant’Andrea, située dans la Via Piazza, dans la vieille ville, existait déjà en 1126. Refaite au XVIe siècle, comme les inscriptions sur la corniche extérieure de la façade l’attestent, Saint Antoine de Padoue est vénéré dans cette église.

##### Église San Pietro Apostolo
La très vieille église San Pietro Apostolo remonte à une époque antérieure à 1174. Située dans la vieille ville, elle fut reconstruite et agrandie au XVIIIe siècle avec une façade baroque. À l’intérieur de l’église se trouve la statue en bois de Maria SS. del Carmelo, œuvre du sculpteur napolitain Giuseppe Verzella.

##### Église SS. Crocifisso o dei Padri Cappuccini
L’église, située sur la place Marguerite de Savoie fut érigée par les pères capucins et terminée en 1572. À l’intérieur sur l’autel principal se trouve un crucifix en bois de l’école vénitienne du XVIe siècle et un dessin sur toile avec les armes de la famille Cucumazzo, réalisé par le peintre Nicola Gliri au XVIe siècle.

#### Places et rues

##### Piazza Garibaldi
La place est aménagée pour offrir un espace vert en plein centre-ville. Sur le côté sud de la place se trouve un petit kiosque de style gothique du XIXe siècle et le Calvario de l’architecte De Judicibus et, derrière, l’église San Bernadino offre un mélange d’espaces verts.
Au centre de la Villa Comunale, se trouve le monument aux Morts de la Première Guerre mondiale, œuvre du sculpteur molfettain Giulio Cozzoli.

##### Autres places
Piazza Vittorio Emanuele II, Piazza Margherita di Savoia, Piazza Aldo Moro (autrefois Piazza Stazione), Piazza Principe di Napoli et Piazza delle Erbe (autrefois s’y trouvaient les marchés de quartier, démolis au début des années 2000), Piazza Roma, Piazza Paradiso, Piazzetta San Michele, Piazza Immacolata, Piazza Mentana et les petits Largo S.Angelo e Largo Domenico Picca dans le centre du XVIe et XVIIe siècles de la ville. Les Piazzetta Giovene, Piazza Baccarini, Largo Fornari ont été réalisées dans la période d’expansion de la fin du XIXe siècle et de la première moitié du XXe siècle. Les Piazza 1° Maggio, Piazza Gramsci (avec un marché de quartier sont, elles, dans une zone plus récente d’aménagement urbain (années 1970, 1980).

##### Artères principales
La voie piétonne Corso Umberto I, Corso Dante (autrefois Borgo), Corso Margherita di Savoia, Via Sergio Pansini, Via Roma, Via Baccarini, Via Tenente Fiorino, Via De Luca, Via Massimo D'Azeglio, Via Galileo Galilei, Corso Fornari et le bord de mer Marcantonio Colonna.

##### Autres rues
Via Madonna dei Martiri, Via G. Mameli, Via Guglielmo Marconi, Via Felice Cavallotti, Via Alessandro Volta, Via Bari, Via Domenico Picca, Via Annunziata, Via Paniscotti, Viale Pio XI, Viale Don Minzoni, Viale Martiri della Resistenza.

#### Palais

##### Palazzo Giovene
Le Palazzo Giovene, édifice du XVIe siècle, aujourd’hui siège de l’administration communale, appartient à la famille du même nom en 1772.
La façade Renaissance est constituée par un portail avec un arc en plein cintre, insérée dans une structure munie d’architraves. La porte est constituée de piédestaux qui soutiennent deux colonnes ioniques, au-dessus desquelles se trouvent les statues d’un guerrier et d’un musicien.
Rehaussé d’un second étage au XIXe siècle qui a été démoli en 1965, le palais a subi de nombreuses opérations de restauration entre 1976 et 1981.
Le palais abrite, outre la mairie, une pinacothèque où sont conservés des chefs-d’œuvre d’artistes locaux.

##### Palais du Séminaire pontifical régional Pie XI
Le déclenchement du premier conflit mondial nécessita le déménagement en 1915 du siège du Séminaire régional, créé en 1908 par le pape Pie X, de Lecce à Molfetta.
Après un bref déplacement par la suite du siège à Terlizzi, le Séminaire régional retourna à Molfetta en 1918 dans les locaux du Séminaire épiscopal où il resta jusqu’en 1925. Cependant, les besoins en nouveaux espaces entraînèrent le projet d’un nouveau séminaire. Les travaux, commencés en 1925, durèrent un an et demi. L’inauguration du nouveau Séminaire régional, nommé Pie XI, eut lieu le 4 novembre 1926.
Derrière la façade, le palais du Séminaire régional possède une salle avec un imposant escalier central et un portique qui mène à un cloître délimité par des colonnes de style roman. Au centre du cloître, se trouve une fontaine en fer forgé avec deux vasques superposées.
Le Séminaire où les jeunes gens de toutes les Pouilles sont formés pour l’Ordre sacré du presbytère, abrite également, depuis 1957, une bibliothèque et une riche collection de pièces de musée.

#### Il Pulo
Il Pulo, une profonde excavation d’origine karstique, se trouve à quelques kilomètres du centre-ville de Molfetta.
À la suite du tremblement de terre de l'Irpinia en 1980, la cavité karstique fut déclarée impraticable et fermée au public pour des raisons de sécurité. Finalement en 1995, des travaux de restructuration purent être initiées pour faire face aux dommages causés par la secousse.
Le terme Pulo indique généralement des dolines karstiques de grandes dimensions munies d’au moins un goulot qui peut être accessible ou fermé. En particulier, il Pulo de Molfetta se distingue des autres pour être une doline due à un effondrement ayant pour origine le collapsus d’une part d’une grande cavité souterraine et d’autre part de grottes à des époques successives. Ses parois sont constituées de calcaire du Crétacé même si, au fond de la doline la roche calcaire due aux éboulements est recouverte par d’épaisses strates de matériaux détritiques et d’alluvions accumulés au cours des ères géologiques.
Les parois du Pulo sont constellées de nombreuses cavités et de galeries qui prouvent l’intense activité karstique. Dans toutes les grottes, cependant, il n‘y a pas de ruissellement d’eau, ce qui a pour conséquence l’absence de stalactites et de stalagmites.
Le salpêtre dans les grottes couvre de vastes superficies, sous forme d’incrustations et d’inflorescences blanchâtres.
Il Pulo est caractérisée également par une végétation spontanée et par des plantes introduites par l’homme au cours des millénaires.

#### Infrastructures

##### Accès
- Par voies routières :

Autoroute italienne A14 (Bologne-Tarente), la route nationale 16 (Bari – Foggia), la route provinciale 112 (à partir de  Terlizziet à partir de toutes les communes avoisinantes : Giovinazzo et Bisceglie, à travers le tracé de l’ancienne nationale 16, Ruvo grâce à la route communale et Corato par la route vicinale Coppe
- Par voie ferrée

Arrêt à la station locale des Ferrovie dello Stato
- Par voies aériennes

Il n’y a pas d’aéroport sur le territoire de la commune, mais l’aéroport de Bari-Palese est distant d'environ 20 km.

##### Le port
Le premier port fonctionnel digne de ce nom, fut construit vers 1550 sur l’ordre de Charles Quint quand la vieille jetée a été agrandie et a été consolidée.
Entre 1841 et 1849, les deux premières jetées indépendantes de San corrado et de San Michele ont été construites.
Érigé en 1857, le phare, après avoir fait la jonction entre les deux jetées en 1880, fut, en 1882, le point de départ de l’édification du brise-lames extérieur.
Plusieurs marées d’amplitude exceptionnelle, entre 1910 et 1949, rendirent nécessaire un réexamen complet du port et cela détermina la construction d’une digue de protection vers le nord-est du port.
Le port moderne de Molfetta, d’une capacité de 364 000 m3 comprend un bassin extérieur de 229 000 m3 et un avant-port intérieur. Il s’étend sur la côte sur une longueur de 2 355 m dont 1 395 sont réservés aux opérations portuaires. La jetée la plus grande du port – doté en outre d’une digue foraine, réalisée en 1951, le mettant à l’abri du mistral, de la tramontane et faisant fonction de brise-lames – est sans conteste celle qui est à l’est, d’une longueur de 950 m et qui s’articule en trois bras : Molo San Corrado, Molo San Michele et Molo San Vincenzo ou Molo foraneo.
Le port abrite, outre les navires marchands et toutes les petites embarcations de loisir, les bateaux de pêche qui mouillent vers les Molo San Michele, San Corrado et San Domenico. Il y a en plus 5 quais réservés au poisson avec 140 points d’accostage.

## Gastronomie
Les plats traditionnels des Molfettains sont à base de poisson comme les cembotte, une soupe de poisson allo scoglio (aux fruits de mer) accommodée avec des tomates, de l’huile d’olive, de l’aïl et du persil. Le poisson est mangé cru :
- Anchois avec leurs arêtes, avec de l’huile et du citron ;
- la merosche (très petits poissons) ;
- l'aghestenèdde (très petits rougets) ;
- aleceddè et sarachedde (anchois et sardines) ;
- pulp'a tenèriedde (petits poulpes attendris à la main) ;
- salipece (petites crevettes).

Parmi les plats typiques :
- strascenète (orecchiette), pâtes à base de semoule, généralement préparées avec des pousses de navets ou avec un ragoût de porc ;
- u tridde, des pâtes pour le bouillon, faites à la main avec de la semoule, des œufs, du persil et du fromage. Elles se présentent sous forme de fines lamelles coupées à la main ;
- la scarcèdde est un plat pascal. C’est un gâteau en pâte brisée fourré de confiture et de pâte d’amande, recouvert de sucre fondu et décoré avec des petties dragées de toutes les couleurs ;
- u pezzarièdde, un plat du Vendredi Saint, du pain ficelle farci de thon ;
- carteddate, calzengicchie, sesemiedde, spume di mandorle, occhi di Santa Lucia, mestazzuelle, canigliate et paste reali sont des gâteaux de Noël, principalement à base d’amandes et de pâte brisée.

Au menu traditionnel de la Saint-Sylvestre sont servis des navets bouillis avec de l’huile et du citron, des beignets ou calzoène (de la fougasse aux oignons cuits), des olives, des choux-fleurs, de la morue et divers condiments.

## Culture

### Musées

#### Musée diocésain Achille-Salvucci
Le musée-pinacothèque Achille-Salvucci est situé dans les locaux du séminaire épiscopal dans le centre historique de la ville. Le musée présente les pièces archéologiques recueillies des différentes campagnes de fouilles par les « enthousiastes du dix-neuvième siècle », dans le Pulo et dans les autres sites des environs.
Le premier fonds de pièces exposées se rapportent aux efforts des ecclésiastiques molfettains qui ont accumulé le matériel archéologique provenant du Pulo. En 1181, l’évêque diocésain monseigneur Filippo Giudice Caracciolo a rendu public toutes ces pièces. Le second fonds du musée est consacré à Francesco Samarelli, un autre grand homme d’Église, qui, entre 1908 et 1910, a effectué des fouilles sur plusieurs localités du territoire de Molfetta et a mis au jour des pièces travaillées et des céramiques appartenant à la même époque et à la même culture que ceux du Pulo. Après une longue période sans évolution, le musée diocésain a été créé par décret le 23 octobre 1976 et ouvert au public en 1980.

#### Œuvres d’art contemporaines dans la salle « Leonardo Minervini » du Palazzo Comunale
L’exposition, conçue en 1996, comprend environ 60 œuvres, certaines de grands maîtres de renommée internationale, comme Renato Guttuso et la plupart d’artistes molfettains : Michele et Liborio Romano, Franco d'Ingeo, Natale Addamiano, Michele Paloscia et Anna Rita Spezzacatena. Une salle est consacrée aux œuvres de Leonardo Minervini et l’on y trouve 11 peintures parmi lesquelles Ritratto di Minervini réalisé par son maître Carlo Siviero en 1936

### Bibliothèque
La Biblioteca Communale porte le nom de Giovanni Panunzio (1828 - 1913), archidiacre, promoteur de l’enseignement public à Molfetta et premier directeur du lycée classique de Molfetta.
Giovanni Panunzio a fait don de sa bibliothèque à la commune qui, par acte du 8 avril 1822, a pris possession des 1500 volumes appartenant aux maisons religieuses fermées et les a affectés à plusieurs salles du lycée, en tant qu’emplacement provisoire, avec l’obligation de construire un bâtiment plus adapté.
L’ensemble des livres ayant été classé et catalogué, la bibliothèque fut ouverte au public en 1927. En raison de la guerre, elle fut transférée en 1944 dans un sous-sol de la via Vittorio Emanuele.

## Économie
L’activité principale molfettaine est, depuis les origines, la pisciculture, aujourd’hui en voie de déclin compte tenu des mutations socio-économiques. L’économie du secteur primaire reposait sur un développement important de l’agriculture, des fruits et légumes, des oléagineux et de la floriculture. D’autres activités en plein développement ont vu le jour : les secteurs de l’informatique et du commercial, surtout vers les pays émergents, ceci alors que les activités concernant les grands chantiers, le vignoble et les pâtes alimentaires, un temps florissantes, aujourd’hui marquent le pas sous le poids de la concurrence au niveau national. Seul, le secteur oléagineux se montre capable de faire front à la concurrence offensive, malgré la réduction drastique des oliviers en raison de la construction de la zone Asi, avec la présence de deux huileries en coopérative et de nombreuses installations situées presque toutes dans la zone de développement industriel.
Cependant, la production d’huile extra vierge reste faible, héritage d’un passé qui a fait la part belle à la quantité dans cette production :  il faut noter le nombre impressionnant de broyeurs obsolètes présents dans le tissu urbain, même en plein centre de la ville, du moins jusqu’au tout début de l’après guerre. La production d’huile biologique en quantité importante est un fait marquant (distinctions à de multiples reprises dans les manifestations spécialisées). La floriculture reste une activité très importante. L’activité du port  qui ne s’est pas limitée seulement au poisson, mais a vu se développer aussi les chantiers, le commerce et les sports nautiques, a été prépondérante jusqu’à la dernière décennie du vingtième siècle. La pêche, pôle historique de croissance, a toujours représenté un des premiers axes de l’économie de la ville malgré les difficultés qui en ont freiné le développement.
L’immobilier est également un secteur en développement. Malgré une baisse drastique de la population (en 2007, environ 60 000 habitants), la position centrale de la ville dans les Pouilles a permis le démarrage spectaculaire du plan d’urbanisation : un nombre de logements et de résidences suffisant pour accueillir 90 000 personnes suivant les anciennes prévisions du plan directeur, Piano Regolatore Generale Comunale (P.R.G.C.) a été construit. Quoique les résultats présents soient quelque peu décevants, on entrevoit l’explosion de la bulle spéculative qui, les années passées, avait fait de Molfetta une des villes où le prix de l’immobilier était le plus élevé des Pouilles.
La faible extension de la partie agricole de Molfetta et ses terres cultivables en quantité limitée ont eu pour conséquence la limitation et la pénalisation de l’agriculture, qui n’a jamais été d’un niveau très élevé, à part quelques productions très spécialisées. Des pratiques illicites et des sanctions fiscales répétées ont favorisé l’apparition d’une urbanisation diffuse. Le développement de la zone artisanale et de l’ASI (Area di Sviluppo Industriale), a été préjudiciable aux oliveraies au nord-ouest de la ville jusqu’à la commune de Bisceglie.
L’ouverture du nouveau marché de fruits et légumes pourra être à l’origine d’une croissance significative du secteur primaire.
De même, l’ouverture de la Cité de la Mode (ou Molfetta Outlet, ou encore Fashion district) pourra contribuer à un accroissement des revenus de la ville sans pénaliser les commerçants de ce secteur installés depuis des années dans le centre-ville.
L’avenir de l’économie molfettaine est lié, aujourd’hui, soi à la possibilité de produire de nouveaux emplois, soit aux opportunités d’utiliser les ressources humaines et financières présentes sur le territoire.

## Évènements

### Traditions autour du Carême
Le Carême est riche en célébrations religieuses surtout dans les églises de Santo Stefano, sous l’autorité de sa confraternité et celle du Purgatorio, sous l’autorité de l’archiconfraternité de la Mort.
Pendant les quatre vendredis du Carême, l’église de Santo Stefano propose la contemplation des Mystères de la Douleur du Christ : Jésus en prières au mont des Oliviers, Jésus flagellé, Jésus couronné d’épines, Jésus montant au Calvaire en portant la croix.
Pendant les dimanches de Carême, l’église du Purgatorio offre le Pio Esercizio en l'honneur de la Pietà.
Durant le Carême, la musique municipale offre des répétitions des marches funèbres qui accompagneront les trois processions de la Semaine Sainte. Ce sont des marches funèbres de compositeurs connus et aussi de compositeurs locaux comme  Valente, Calò, Peruzzi et d’autres, tous de la fin du XIXe siècle. Elles sont exécutées lors des moments de prière et de dévotion ou bien au passage des porteurs des images saintes ou des statues.
Les principales étapes des célébrations du Carême sont les suivantes :
- Vendredi précédant le dimanche des Rameaux

Début de la semaine mariale, célébré dans toutes les églises de la ville. Durant toute la semaine, sont proposées sept méditations sur les douleurs de la Vierge accompagnées de chants de compositeurs locaux.
- Dimanche des Rameaux

Vers l’église du Purgatorio se déroule le tirage au sort des porteurs des icônes sacrées de la Vierge et de la Pità qui sont portées en procession le vendredi de la Passion et le Samedi Saint. Les couples d’aspirants porteurs sont constitués par des membres de l’Archiconfrérie de la Mort, ayant la même hauteur d’épaules (cette vérification étant effectuée au moment de la présentation de la demande). À chaque couple correspond un numéro. Les numéros sont mis par le prieur dans une urne en bois appelée bussola, d’où le nom de toute l’opération. Les couples seront, à la fin, au nombre de 24 alors que les postulants étaient plus de 100. Des 24, il y en aura 18 qui seront choisis par le tirage au sort de l’urne. Les 6 qui restent sont pris à partir d’une liste spéciale qui tient compte du nombre d’années où ils n’ont pas été choisis pour qu’en définitive, chacun puisse être porteur tous les 7 ou 8 ans. Les heureux élus forment alors, à la suite d'un accord verbal ou à un nouveau tirage au sort, trois quadrilles.
- Jeudi des Rameaux

Concert de marches funèbres sur le parvis de l’église du Purgatorio pour le dernier jour de la Semaine de la Vierge. 
- Vendredi des Rameaux

Procession de la Vierge avec les porteurs de l’archiconfrérie de la Mort. Les icônes sacrées sortent de l’église du Pugatorio et vont par les rues de la ville pendant environ 8 heures. La procession est accompagnée par la musique municipale qui accompagne, en cadence, les porteurs au son de marches funèbres.
- Dimanche des Rameaux

Le choix des porteurs des icônes sacrées du Christ Crucifié se fait dans l’église de Santo Stefano. La procession doit se dérouler le Vendredi Saint et c’est, certainement, celle qui est la plus ressentie par toute la population molfettaine. Les aspirants porteurs sont constitués par deux confréries appartenant à l’archiconfraternité de Santo Stefano dal sacco rosso.
- Mardi Saint

En soirée, la Confraternité représente la Passion Vivante.
- Mercredi Saint

À côté de l’église de Santo Stefano, en présence des Cinq Mystères richement parés de fleurs et de bougies, est célébré l’office des lectures que l’église place le matin du Jeudi Saint.
- Jeudi Saint

Concert traditionnel de marches funèbres exécuté par l’orchestre municipal sur la place Mazzini. Dans les églises sont préparés les reposoirs, appelés aussi sépulcres, où le tabernacle de l’eucharistie est orné avec art de fleurs et de bougies. Dans les églises de Santo Stefano et du Purgatorio sont exposées les statues des processions du Vendredi et du Samedi Saint.
- Vendredi Saint

Le Vendredi Saint a lieu la procession des Mystères Saints qui part de l’église de Santo Stefano. La croix qui ouvre la procession apparaît à 3 heures du matin. Le Christ mort, la dernière statue sort de l’église à 4 heures précises. Dans l’ordre : le Christ au jardin des Oliviers, porté par la Confraternita dell'Assunta, le Christ au pilori, porté par la Confratenita di Maria Santissima del Buon Consiglio, le Christ Ecce Homo porté par la Confraternita di Maria Santissima. della Purificazione, le christ au Calvaire porté par la Confraternita della Beata Vergine della Visitazione, et enfin, le Christ mort. Cette dernière statue traverse les rues de la ville, portée par les membres de l’Arciconfraternita di Santo Stefano. La procession, durant ces neuf heures, est accompagnée par la musique municipale qui exécute des marches funèbres, en cadence avec les pas des porteurs. La procession se termine vers une heure et demie en présence d’un foule exténuée et silencieuse.
- Samedi Saint

Procession de la Pietà.
Les sept statues en papier mâché sont l’œuvre du sculpteur mofettain Giulio Cozzoli. La procession part de l’église du Purgatorio à midi. Dans l’ordre : saint Pierre porté par la Confraternita dell'Assunta, Véronique portée par la Confraternita del Carmine, Marie de Béthanie portée par la Confraternita di Maria Santissima della Purificazione, Marie Salomé portée par la Confraternita della Beata Vergine di Loreto, Marie Madeleine portée par la Confraternita dell'Immacolata, saint Jean porté par la Confraternita di Sant'Antonio et la Pietà portée par la Confraternita della Morte.
Les trois processions suivent le même itinéraire. La procession du Samedi Saint se termine à neuf heures et demie, après neuf heures de procession.

### Fiera,festaetsagrade la « Madonna dei Martiri »
Comme les Molfettains ont une tradition maritime ancestrale, les travailleurs de la mer ont choisi la Madonna dei Martiri comme protectrice. Le 8 septembre 1846, la statue de la Vierge, œuvre du sculpteur napolitain Giuseppe Verzella, a été posée sur deux balancelles et transportée jusqu’au quai portuaire.
Conséquence de cette vénération, la traditionnelle Sagra a mare a lieu chaque année et est l’occasion d’un retour au pays pour les émigrés. La fête de la Madone, depuis 1846, se déroule durant trois jours pendant la première décade de septembre. Elle coïncide avec la Fiera di Molfetta, instituée en 1395 par Ladislao di Durazzo.

## Sport

### Infrastructures sportives
- Stade municipal Paolo-Poli :
Le stade municipal Paolo-Poli où joue l’équipe de la ville, le Molfetta Calcio, a été réalisé en 1923 en honneur du père de Paolo Poli, disparu pendant le premier conflit mondial.
En 1953, la tribune du stade fut inaugurée en présence de monseigneur Achille Salvucci et de Giosuè Poli, frère de Paolo et en 1994, la mise en place d’un éclairage moderne donna lieu à une rencontre avec le Fidelis Andria FC.

- Gymnase « Giosuè Poli » : En 2004, le gymnase « Giosuè Poli » vint s’ajouter aux deux gymnases déjà existants mais insuffisant pour satisfaire les besoins des habitants.

### Associations sportives
- A.S. Molfetta Calcio

La Molfetta Calcio – à l’origine Molfetta Sportiva, fondée en 1917, a obtenu des résultats sportifs avec lesquels aucune autre association footballistique de la ville n’a pu rivaliser – vit le jour, dans les années 1990, sous la présidence de Sergio Azzollini.
- Nuova Virtus Molfetta

La Nuova Virtus Molfetta (connue actuellement sous le nom de Centro Auto Ford Molfetta), meilleure équipe de basket de la ville, a été créée en 1998 par une équipe composée de Andrea Bellifemine, Pietro Stoia, Leonardo Scardigno et Pinuccio Facchini.
- Hockey Club Molfetta

Le club de Rinck Hockey de Molfetta comprend une section masculine et une section féminine jouant au plus haut niveau en Italie
- Pallavolo Molfetta

## Administration
| Période                                  | Période  | Identité          | Étiquette    | Qualité |
| ---------------------------------------- | -------- | ----------------- | ------------ | ------- |
| 12 juin 2006                             | En cours | Antonio Azzollini | Forza Italia | maire   |
| Les données manquantes sont à compléter. |          |                   |              |         |

### Hameaux
Molfetta ne possède pas de hameaux (frazioni).

### Communes limitrophes
Bisceglie, Giovinazzo, Terlizzi

## Personnalités
- Corrado Giaquinto (1703 - 1766), peintre
- Nicola Riganti (24 mars 1744 - 31 août 1822) cardinal de l'Église Catholique nommé par le pape Pie VII.
- Giuseppe Saverio Poli (1746 - 1825), naturaliste et médecin.
- Gaetano Salvemini (1873 - 1957), historien et homme politique.
- Tom Palumbo (1921 - 2008), photographe
- Angelo Amato (1938 - 2024), cardinal
- Caparezza (1973), rappeur

## Source
- (it) Cet article est partiellement ou en totalité issu de l’article de Wikipédia en italien intitulé « Molfetta » (voir la liste des auteurs).